# 壽貴人
壽貴人（18世纪？—1809年），姓氏及出身均不詳，清朝乾隆帝之貴人。

## 生平
出生年份不詳，生辰為二月初一日。嘉慶元年，內務府所呈報的乾隆六十年和嘉慶元年宮分檔案中，乾隆帝位下的後宮主位只有穎妃、惇妃、婉妃、循妃、恭嬪、芳嬪、鄂貴人和白貴人，並沒有壽貴人之名，因此有學者推測，晉妃富察氏和壽貴人可能是在嘉慶二年的外八旗選秀中，被指定為太上皇乾隆帝的貴人而入宮。嘉慶二年十二月二十八日，據敬事房傳：「新進貴人二位，應進宮分」，或指晉貴人和壽貴人。嘉慶三年二月初一日，壽貴人生辰，賞果桌，代表其已入宮。嘉慶十四年（1809年）二月二十一日，壽貴人去世，同年三月十八日，與鄂貴人一同葬入清東陵的裕陵妃園寢。壽貴人的寶頂位於第五排的最西邊。
嘉慶二十三年硃墨寫本《星源集慶》稱：「壽貴人柏氏，初充常在，乾隆五十九年十二月，賜號為壽貴人。嘉慶時尊為壽太貴人，嘉慶十四年己巳二月二十一日卒」。有學者曾推測怡嬪之妹柏氏、壽貴人與那答應 （那常在）為同一人，並且認為怡嬪之妹柏氏在乾隆十年通過內務府三旗女子參選秀女的途徑進入宮中之後，成為一名宮女，乾隆二十九年三月二十二日，由愉妃位下的「學規矩女子」晉封為那常在，後來又被降為那答應，到了乾隆五十九年十月二十二日，又從常在晉封為壽貴人。不過，怡嬪之妹即為壽貴人的說法缺乏進一步驗證，例如研究學者黃麗君曾指出嘉慶十三年五月二十六日未時薨逝的乾隆帝白貴人（白太貴人）在《內務府呈稿》裡也會被寫成「柏太貴人」，所以她的姓氏極有可能為柏氏，但礙於宮廷簿冊等材料尚未公開，難以斷定怡嬪之妹究竟是白貴人或壽貴人。現時，根據研究學者王冕森的考證，《乾隆至嘉慶年添減底帳》稱乾隆五十九年十月二十二日，「鄂常在封為鄂貴人，白常在封為白貴人」，因此怡嬪柏氏之妹應為白貴人，而白貴人、壽貴人與那答應其實是三個𣎴同的人，且壽貴人與那答應的姓氏均不詳。